# Fernando Hiriart
Fernando Hiriart Balderrama (* 21. Oktober 1914 in Santa Bárbara, Chihuahua; † 7. Juni 2005 in Mexiko-Stadt) war ein mexikanischer Politiker der Partido Revolucionario Institucional (PRI), der unter anderem zwischen 1988 und 1993 Minister für Energie, Bergbau und halbstaatliche Industrie (Secretario de Energía, Minas e Industria Paraestatal) war.

## Leben
Fernando Hiriart Balderrama, Sohn des Geschäftsmanns Pedro Hiriart Vázquez und María Balderrama Madariaga, besuchte die Grundschule in Santa Bárbara, die Sekundarschule Nr. 4 in San Cosme sowie zwischen 1932 und 1934 die Preparatoria in San Ildefonso. Im Anschluss absolvierte er zwischen 1934 und 1937 ein Studium an der Nationalen Ingenieurschule (Escuela Nacional de Ingeniería) der Nationalen Autonomen Universität von Mexiko UNAM (Universidad Nacional Autónoma de México). 1938 schloss er sein Studium als Tief- und Wasserbauingenieur mit einer Arbeit über experimentelle Hydraulikentwürfe ab. Im Anschluss begann er seine berufliche Laufbahn in der Nationalen Bewässerungskommission (Comisión Nacional de Irrigación), in der er von 1938 bis 1940 als Projektentwickler sowie zwischen 1940 und 1941 als Vizedirektor der Ingenieurlaboratorien arbeitete. Im Anschluss war er zwischen 1942 und 1950 Technischer Direktor für Hydraulikforschung beim Unternehmen ICA SA sowie von 1950 bis 1953 Chefingenieur der Bundeskommission für Elektrizität CFE (Comisión Federal de Electricidad). Danach war er von 1953 bis 1958 Generaldirektor für Wasserwirtschaft von Mexiko-Stadt sowie zugleich zwischen 1955 und 1958 Direktor des Ingenieurwissenschaftlichen Instituts der UNAM und von 1955 bis 1966 auch Technischer Berater des Instituts für Soziale Sicherheit IMSS (Instituto Mexicano del Seguro Social).
Anschließend fungierte Hiriart zwischen 1959 und 1970 als stellvertretender Generaldirektor der Bundeskommission für Elektrizität CFE sowie zugleich von 1959 bis 1963 als Technischer Direktor für Bauwesen des Instituts für Soziale Sicherheit und Sozialleistungen für Staatsbedienstete ISSSSTE (Instituto de Seguridad y Servicios Sociales de los Trabajadores del Estado). Darüber hinaus war er von 1963 bis 1971 Mitglied des Verwaltungsrates der UNAM. Während der Amtszeit von Staatspräsident Luis Echeverría Álvarez war er zwischen 1971 und 1976 Direktor für öffentliche Investitionen im Präsidialamt SPR (Secretaria de la Presidencia de la República). Daneben war er von 1972 bis 1973 Berater des Generaldirektors der Bundeskommission für Elektrizität CFE José López Portillo, der von 1976 bis 1982 Staatspräsident war. Nachdem er zwischen 1976 und 1977 Berater der CFE war, fungierte er während der Amtszeit des nunmehrigen Staatspräsidenten José López Portillo von 1977 bis 1982 als Vize-Minister für dezentralisierte Industrie im Ministerium für Vermögen und industrielle Förderung SEPAFIN (Secretaría de Patrimonio y Fomento Industrial).
Während der Amtszeit von Staatspräsident Miguel de la Madrid Hurtado löste Fernando Hiriart 1982 schließlich Alberto Escofet Artigas als Generaldirektor der Bundeskommission für Elektrizität CFE ab und bekleidete diesen Posten bis zu seiner Ablösung durch Joaquín Carrión Hernández 1988. Daraufhin wurde er 1988 als Nachfolger von Alfredo del Mazo González zum Minister für Energie, Bergbau und halbstaatliche Industrie (Secretario de Energía, Minas e Industria Paraestatal) in das Kabinett von Staatspräsident Miguel de la Madrid Hurtado berufen und bekleidete dieses Amt von 1988 bis 1993 auch im Kabinett von Staatspräsident Carlos Salinas de Gortari, woraufhin Emilio Lozoya Thalmann seine Nachfolge antrat.
Sein Sohn ist der Politiker Humberto Hiriart Urdanivia, der von 1970 bis 1973 Mitglied des Abgeordnetenhauses (Cámara de Diputados) war.

## Veröffentlichungen
- Hundimiento de la ciudad de México, observaciones y estudios analíticos, 1951
- Contribución de la CFE a la solución del problema de abastecimiento de agua a la ciudad de México, 1952
- Los efectos del terremoto del 28 de julio y la consiguiente revisión de los criterios para el diseño sísmico de estructuras, 1958
- Proyecto Texcoco, 1969
- Reflexiones sobre la Ingeniería Civil en México Colegio Ings. Civiles de México, 1978
- Contribuciones al Desarrollo de la Ingeniería en México, 1980